# Свети Патриарх Евтимий (музикален албум)
 Тази статия е за музикалния албум.  За други значения вижте Патриарх Евтимий (пояснение).  
„Свети Патриарх Евтимий“ е седми студиен албум на българската рок група Епизод, издаден през септември 2004 година. Това е четвъртият по ред концептуален албум на групата и третият от поредицата патриотични албуми, започната с издаването на „Българският бог“ през 2002, последван от сборката с преработки на народни песни и стихотворения „Мъжки песни“. Концепцията в албума е реализирана под формата на рок-опера, пресъздаваща историята на завземането на Велико Търново (Търновград) и крепостта „Царевец“ от османските армии през 1393 и пленяването на основния водач на отбраната на крепостта Свети Патриарх Евтимий. В операта са преплетени различните гледни точки на участниците в събитията - Патриарх Евтимий, Цар Иван Шишман и турските орди. За по-достоверното пресъздаване на атмосферата спомагат и някои гост-музиканти, сред които гъдулар, народна певица и църковен хор. Идеята е реализирана по постановката на великотърновския поет и драматург Радко Радков - „Свети Евтимий - патриарх български“, чиито текстове са използвани в отделните песни, с изключение на последните четири („Загина столицата“, „Свети Патриарх Евтимий“, „Молитва за България“ и „Чудо“), които са по стихове на Иван Вазов от поемата му „Свети Патриарх Евтимий“. Музиката е дело изцяло на Драгомир Драганов и Симеон Христов. Премиерното представяне на албума се състоя на крепостта „Царевец“ във Велико Търново под формата на грандиозен спектакъл, пресъздаващ звуково и визуално събитията от онова време.

## Песни
1. Увод – 1:16
2. Словото на Евтимий – 1:15
3. Чедо Евтимие – 4:37
4. Цар Иван Шишман – 3:28
5. Желая Търновград – 3:43
6. Евтимий се с Търново прощава – 2:32
7. Да те погледам още... – 3:31
8. Война – 3:40
9. Сеч и плячка – 1:43
10. Битка – 1:06
11. Загина столицата – 2:06
12. Патриарх Евтимий – 4:25
13. Молитва за България – 4:28
14. Чудо – 4:45

## Музиканти
- Емил Чендов – вокали
- Драгомир Драганов – китари
- Симеон Христов – бас китара
- Христо Гьошарков – барабани
- Павлин Бъчваров – клавишни

### Гост музиканти
- Иван Лечев – вокали
- Росен Генков - гъдулка
- Даниела Величкова – народна певица
- Църковен хор „Инсакрис“ с диригент Боряна Найденова
- Васил Бинев – актьор

## Персонал
- Десислав Червенков – фотографии
- Пламен Колев – художник
- Ксения Мавромати-Филипова – графичен дизайн